# Clomacris omanica
Clomacris omanica är en insektsart som först beskrevs av Boris Petrovich Uvarov 1936.  Clomacris omanica ingår i släktet Clomacris och familjen gräshoppor. Inga underarter finns listade i Catalogue of Life.